# Edifici històric de la Universitat de Barcelona
L'edifici històric de la Universitat de Barcelona és situat a la Gran Via de les Corts Catalanes, davant de la plaça de la Universitat, i fou declarat monument nacional historicoartístic el 26 de febrer del 1970. Durant gairebé un segle, ha estat la seu de la majoria de les facultats i escoles universitàries de la ciutat, dividides entre el pati de Lletres i el pati de Ciències, i actualment acull les facultats de Filologia i Comunicació i de Matemàtiques i Informàtica.

## Història i descripció

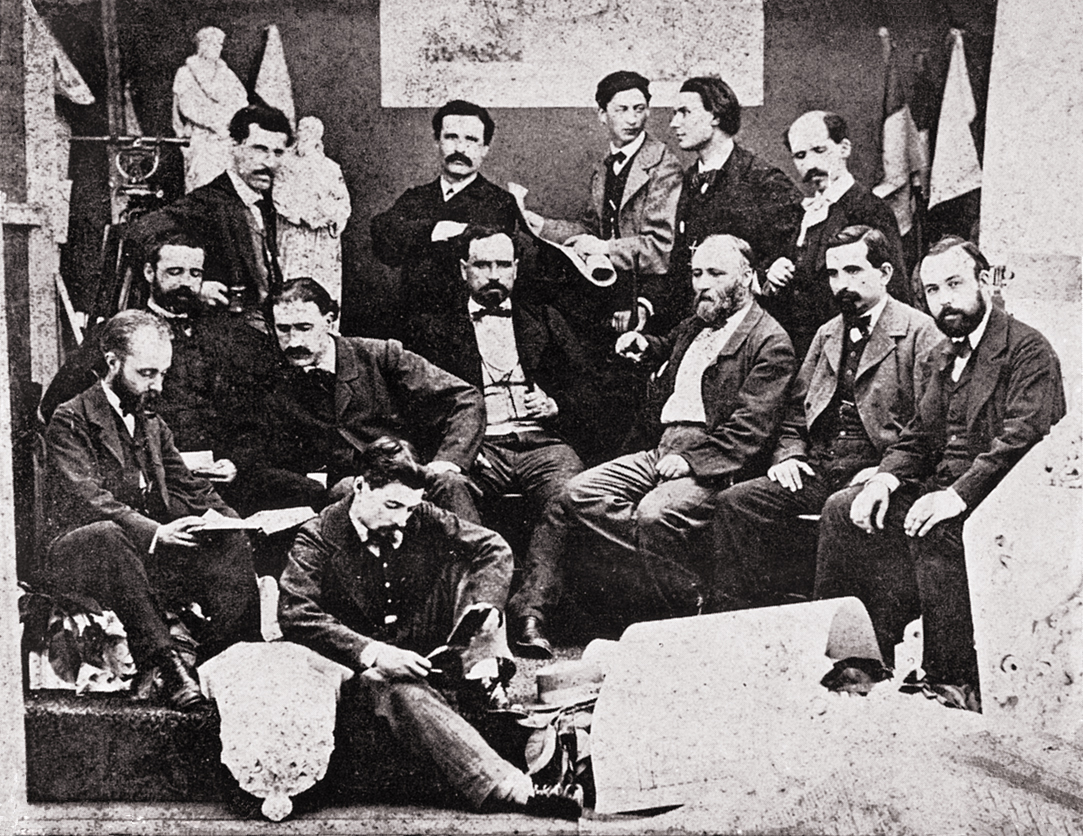
Elies Rogent i els seus col·laboradors, en una foto de 1865

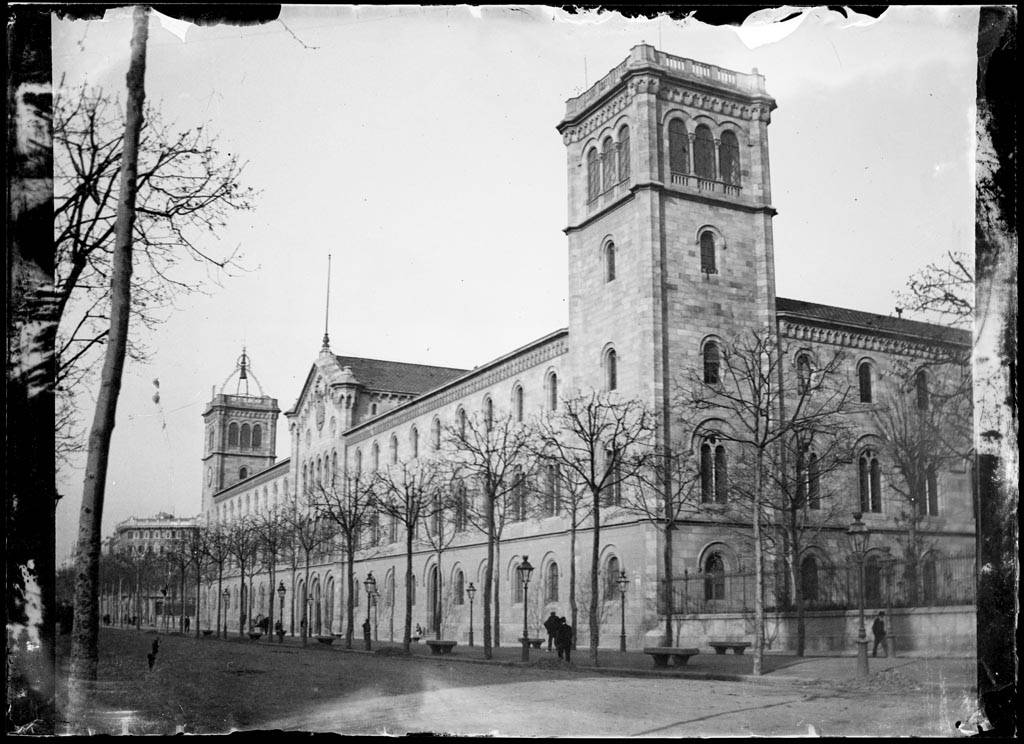
Fotografia de Màrius Aguirre (entre 1888 i 1910)

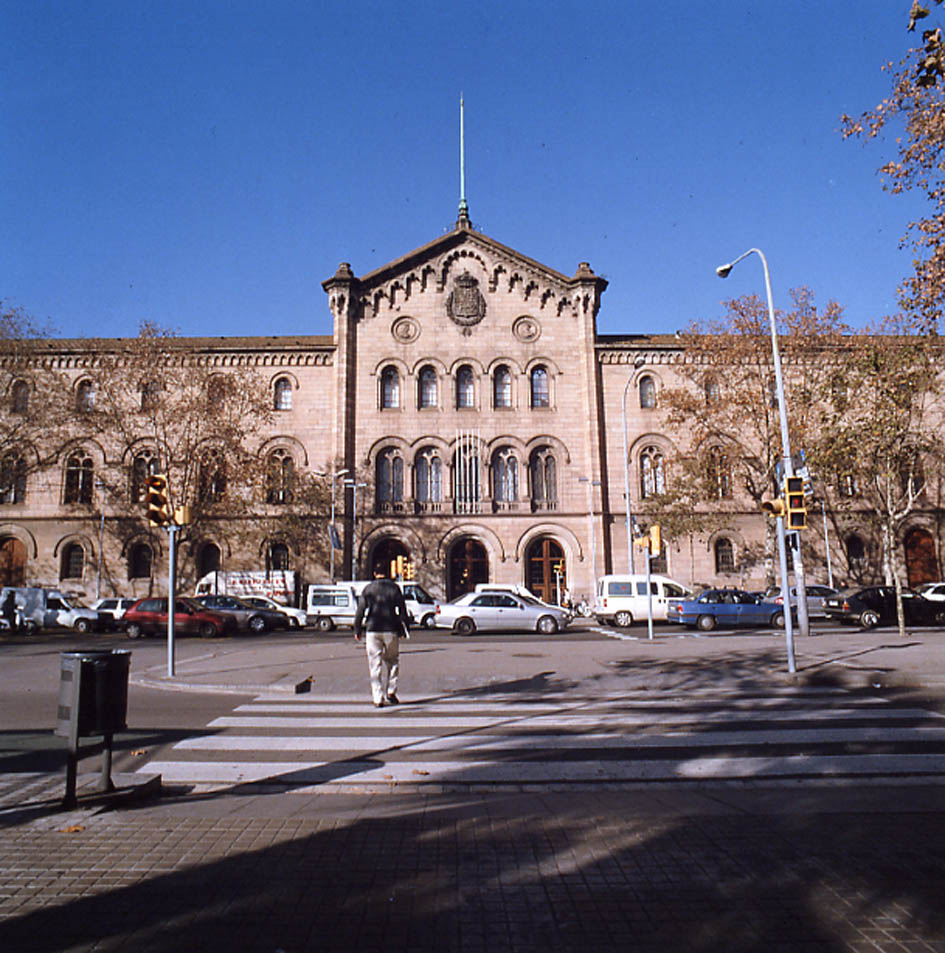
Façana principal

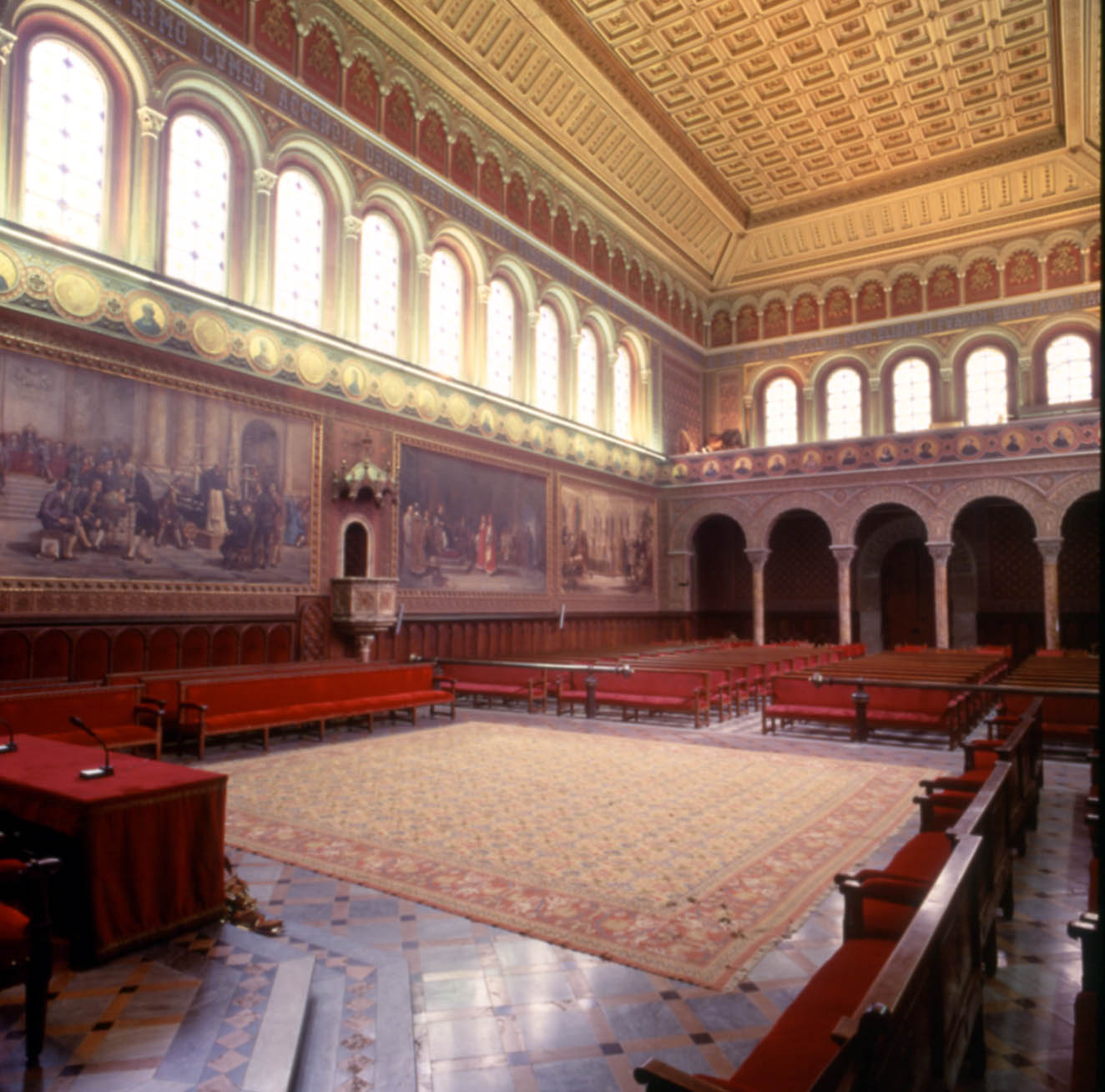
Paranimf

El 1842, la Universitat de Barcelona fou reinstaurada després de l'exili a Cervera decretat per Felip V, i es va establir a l'antic convent del Carme. El 24 d'agost del 1859, l'arquitecte Elies Rogent rebé l'encàrrec reial d'un edifici que albergués les facultats de Dret, Filosofia i Lletres, Medicina, Ciències, Farmàcia, l'Escola Industrial superior i l'escola professional de Belles Arts. El 28 de juny del 1860, presentà un primer projecte al mateix emplaçament, cosa que el mateix Rogent criticà i proposà a canvi situar-la al nou Eixample de Barcelona, el projecte del qual, obra d'Ildefons Cerdà, s'acabava d'aprovar.
El segon projecte (1861) ampliava les dimensions de l'edifici, que tindira finalment 129 m d'amplada i 84 de profunditat. Aquesta nova reordenació permeté a l'arquitecte plantejar una distribució més lògica, tenint sempre molt en compte l'ús i la funcionalitat dels espais. Alguns dels canvis del segon projecte respecte al primer, són l'ampliació del claustre al primer pis, el canvi de pilars per columnes, i la modificació de l'escala principal que passà a ser col·locada d'una manera més centrada, donant-li més importància, i la dividia en dues branques que la dirigeixen cap als dos cossos laterals de l'edifici. Les obres s'iniciaren el 2 d'agost d'aquell mateix any, inaugurades oficialment per la reina Isabel II. El 1867, Rogent faria un petit canvi en el projecte sobre l'acabament del cos central, el qual volia realitzar en un primer moment en quatre pendents, cosa que no el convencia i que acabà realitzant un acabat horitzontal rematat per un pinyó amb una cornisa i que és coronat per una corona amb unes cresteries. Finalment, el 1871 van començar les primeres classes, i el nou edifici es va inaugurar oficialment l'any 1874.
Seguint els principis de l'obra Principii d'Architectura Civile de Francesco Milizia, s'ordena en dos cossos laterals, destinats als estudis científics, i un cos central on es troba el paranimf i el vestíbul central des d'on es ramifica i s'organitza l'espai mitjançant l'escala d'honor. Aquest es divideix en tres naus de vuit trams, i és cobert amb voltes d'aresta sustentades per pilars neoromànics amb capitells decorats amb els escuts de les províncies espanyoles. A les parets s'hi troben cinc estàtues dels germans Agapit i Venanci Vallmitjana i Barbany, que representen Sant Isidor de Sevilla, Averrois, Alfons X el Savi, Ramon Llull i Joan Lluís Vives. A sobre del vestíbul hi ha el Paranimf, centre neuràlgic de l'edifici.
Els claustres, centres articulats de cada una de les dues facultats, són organitzats en dos pisos porxats, i un tercer pis que crea una terrassa sense cobrir. Consten d'11 x 7 arcades, capitells de les quals, tots diferents són de gust medieval. El pati de Lletres, situat a l'ala esquerra (banda Llobregat, la que dona al carrer d'Aribau) de l'edifici, acollia a la planta baixa la Facultat de Dret i, al primer pis, el que s'anomenava Filosofia i Lletres (després dividida en Filosofia, Geografia i Història, Filologia, etc.) i també l'Escola d'Arquitectura. Al pati de Ciències, situat a l'ala dreta (banda Besòs, que dona al carrer de Balmes), hi havia les facultats de ciències experimentals (Biologia, Química, Física, etc.) a la planta baixa i la Facultat de Farmàcia a la primera planta.

### Paranimf
Amb unes dimensions de 32,55 x 16,30 m, el saló de Graus o Paranimf és un espai destinat als actes acadèmics més rellevants i distingits de la vida universitària, com l'atorgament de graus. Arran de la idea de Rogent, apresa de Milizia, de realitzar una arquitectura expressiva, l'arquitecte destaca per sobre de tot aquest espai, col·locant-lo al centre de la composició arquitectònica, just a sobre del vestíbul d'entrada i donant-li un aire de gran exuberància decorativa en fort contrast amb l'austeritat de la resta de l'edifici. Els elements d'estils neomudèjar i plateresc hi són presents a tot arreu: l'enteixinat al sostre, el guix policromat a les parets, i tots els mobles i complements com els bancs, les trones, el dosser amb columnes de marbre verd, els medallons, etc.
El Paranimf s'acabà de construir l'any 1884, i l'última intervenció que s'hi feu va ser la col·locació dels sis quadres d'història, relacionats amb la recerca, els estudis superiors i la universitat als regnes hispànics:
- El concili de Toledo de 633 presidit per Sant Isidor de Sevilla, de Dionís Baixeras (1883), representant l'Espanya visigoda.
- La civilització del Califat de Còrdova a l'època d'Abderraman III, de Dionís Baixeras (1885), representant l'Espanya àrab.
- Alfons X i l'Escola de Traductors de Toledo, de Dionís Baixeras (1884), representant la Castella medieval.
- Els Consellers de Barcelona demanen a Alfons V la creació de la Universitat el 1450, de Ricard Anckermann (1884), representant l'Edat mitjana a la Corona d'Aragó.
- El cardenal Cisneros rep un exemplar de la Bíblia poliglota impresa a la universitat d'Alcalá de Henares, de Joan Bauzà (1884), representant l'Espanya renaixentista.
- Els estudis impulsats per la Junta de Comerç a Barcelona d'Antoni Reynés (1884), representant el segle xviii.

### Reformes i restauracions
L'edifici va quedar força abandonat a principis del segle xx, i durant els anys just anteriors a la Guerra Civil, el Patronat de la Universitat hi va fer algunes reformes, encarregades als arquitectes encarregats van ser Josep González i Francesc Perales, als espais exteriors, a algunes aules, i al soterrani, on es van crear nous espais com un bar. També es van fer reformes a la biblioteca i es van canviar les portes de fusta massisses del vestíbul per unes de vidre. Durant el conflicte, l'edifici va patir algunes destrosses a causa dels bombardejos, reparats entre el 1939 i el 1945. L'arquitecte Josep Domènech i Mansana va reformar l'Aula Magna i és també d'aquest moment la creació de la capella.